# Retroperitoneale ruimte
De retroperitoneale ruimte of het retroperitoneum bevindt zich achter (Latijn: retro = aan de achterkant) en dus buiten de peritoneale holte (cavum peritonaei).
De retroperitoneale organen worden dus niet omgeven door het buikvlies, al steken ze deels wel in de buikholte en zijn ze aan hun buitenkant gedeeltelijk met buikvlies bekleed. Ontstekingen in deze structuren geven in het algemeen dan ook geen buikvliesontsteking (peritonitis).
Secundair retroperitoneaal wil zeggen dat het betreffende orgaan in de embryonale fase intraperitoneaal heeft gelegen maar in de ontwikkeling naar achter het peritoneum is gemigreerd.
In het retroperitoneum bevinden zich de alvleesklier (pancreas), een deel van de twaalfvingerige darm (duodenum), de twee verticale gedeeltes van de karteldarm (colon ascendens en colon descendens), de endeldarm (rectum), de nieren (renes) en bijnieren (adrenes), de prostaat (prostata), de onderste holle ader (vena cava inferior) en de aorta.